# Challenger Tractor
Challenger Tractor je bil prvi traktor z gumijastimi gosenicami na svetu. Traktor je zasnovalo ameriško podjetje Caterpillar Inc leta 1986. Prvi model je bil Challenger 65 s sistemom Mobile-Trac System (MTS). Gumijaste gosenice imajo večjo trakcijo v primerjavi s kolesni traktorji. Challenger MT765B lahko vleče 12-brazdni plug.
Caterpillar Challenger MT875B z 470 kilovatnim motorjem je bil nekaj časa najmočneji serijsko proizvajani traktor.

## Pretekli modeli
| Obdobje   | Model              | Moč motorja (v KM)                                  |
| --------- | ------------------ | --------------------------------------------------- |
| 1986-1990 | 65                 | 270 KM                                              |
| 1991-1992 | 65B, 75B           | 285 KM (65B) 325 KM (75B)                           |
| 1993-1994 | 65C, 70C, 75C, 85C | 285 KM (65C) 300 KM(70C) 325 KM (75C) 355 KM (85C)  |
| 1995-1997 | 65D, 75D, 85D      | 300 KM (65D) 330 KM (75D) 370 KM (85D)              |
| 1998-2001 | 65E, 75E, 85E, 95E | 310 KM (65E) 340 KM (75E) 375 KM (85E) 410 KM (95E) |

## Trenutni modeli
- MT400B Serija
- MT500D Serija
- MT600D Serija
- MT700D Serija
- MT800C Serija
- MT800E Serija (2014-)
- MT900C Serija

## Zunanje povezvae
- Challenger models by year (on Tractordata)
- Challenger AG USA
- AGCO Corporation